# 茸鱗單棘魨
茸鱗單棘魨（学名：Acreichthys tomentosus），又名白線鬃尾魨、剝皮魚，为單棘魨科鬃尾單棘魨屬下的一个种。為亞熱帶海水魚，分布於印度西太平洋區，從東非至斐濟，北起日本，南迄澳洲新南威爾斯省、東加海域，棲息深度2-15公尺，能夠快速改變顏色、皮膚紋理和圖案，體長可達12公分，棲息在海藻生長的珊瑚礁區水域，以軟體動物、片腳類、多毛類等為食，生活習性不明，可作為觀賞魚及食用魚。